# Mika Masoe
Michaelo Francis „Mika“ Masoe Fao (* 11. November 1963) ist ein Boxer aus Amerikanisch-Samoa.
Er ist Bruder des Boxers Maselino Masoe und des Rugbyspielers Chris Masoe. Er nahm zweimal an Olympischen Spielen teil. 1988 wurde er im Leichtschwergewicht Neunter, 1992 wiederholte er diese Platzierung.